# 基克·布羅德福特
基克·布羅德福特（英語：Kirk Broadfoot；1984年8月8日—）是一位蘇格蘭足球運動員。在場上的位置是後衛。他現在效力於英格蘭足球冠軍聯賽球隊羅瑟漢姆足球俱樂部。他也代表蘇格蘭國家足球隊參賽。

## 外部連結
- 足球数据库：基克·布羅德福特的球员统计数据
- Kirk Broadfoot — 蘇格蘭足球協會